# Canevino
Canevino ist eine Fraktion der italienischen Gemeinde (comune) Colli Verdi in der Provinz Pavia, Region Lombardei. 

## Geographie
Der Ort liegt etwa 29,5 Kilometer südsüdöstlich von Pavia in der südwestlichen Lombardei im Oltrepò Pavese. 

## Geschichte
Canevino wird bereits 816 (als Cannavino) und 930 in Dokumenten erwähnt. Bis 2018 eine eigenständige Gemeinde mit zuletzt 108 Einwohnern (Stand: 31. Dezember 2017) und schloss sich Canevino am 1. Januar 2019 mit den Gemeinden Ruino und Valverde zur neuen Gemeinde Colli Verde zusammen. Die ehemalige Gemeinde gehörte zur Comunità montana Oltrepò Pavese und grenzte unmittelbar an die Provinz Piacenza (Emilia-Romagna). Sie bestand aus den Fraktionen Canevino, Caseo (Gemeindesitz), Colombara und Fontana.